# Janne Müller
Janne Lasse Müller (* 31. August 2006 in Bonn) ist ein deutscher Basketballspieler.

## Werdegang
Müller, der in Plittersdorf aufwuchs, begann seine Vereinslaufbahn mit sieben Jahren in der Nachwuchsabteilung der BG Bonn. In der Jugend-Basketball-Bundesliga sowie Nachwuchs-Basketball-Bundesliga lief er für die Spielgemeinschaft der Telekom Baskets Bonn und der Dragons Rhöndorf auf.
In der Saison 2022/23 war Müller im Herrenbereich einer der besten Korbschützen der zweiten Bonner Mannschaft in der 1. Regionalliga. Im September 2023 gab er seinen Einstand in der 2. Bundesliga ProB bei den Dragons Rhöndorf. Mitte November 2024 wurde er bei den Telekom Baskets Bonn erstmals in der Basketball-Bundesliga eingesetzt. Er spielte bis 2025 für Bonn und Rhöndorf.
Im Juli 2025 gab Bundesligist Hamburg Towers Müllers Verpflichtung bekannt. Ihm wurde ebenfalls eine Lizenz für Einsätze beim Drittligisten SC Rist Wedel ausgestellt.

### Nationalmannschaft
Im April 2024 nahm Müller mit der deutschen U18-Nationalmannschaft am Albert-Schweitzer-Turnier teil und trug zum Erreichen des dritten Platzes bei. Im selben Jahr gehörte er auch zur deutschen Mannschaft bei der U18-Europameisterschaft und gewann mit der Auswahl die Goldmedaille. Im Sommer 2025 erreichte Müller mit der deutschen Auswahl das Endspiel bei der U19-Weltmeisterschaft in der Schweiz, in dem man den Vereinigten Staaten unterlag.